# Liste de champignons toxiques
Pour un article plus général, voir Intoxication par les champignons.

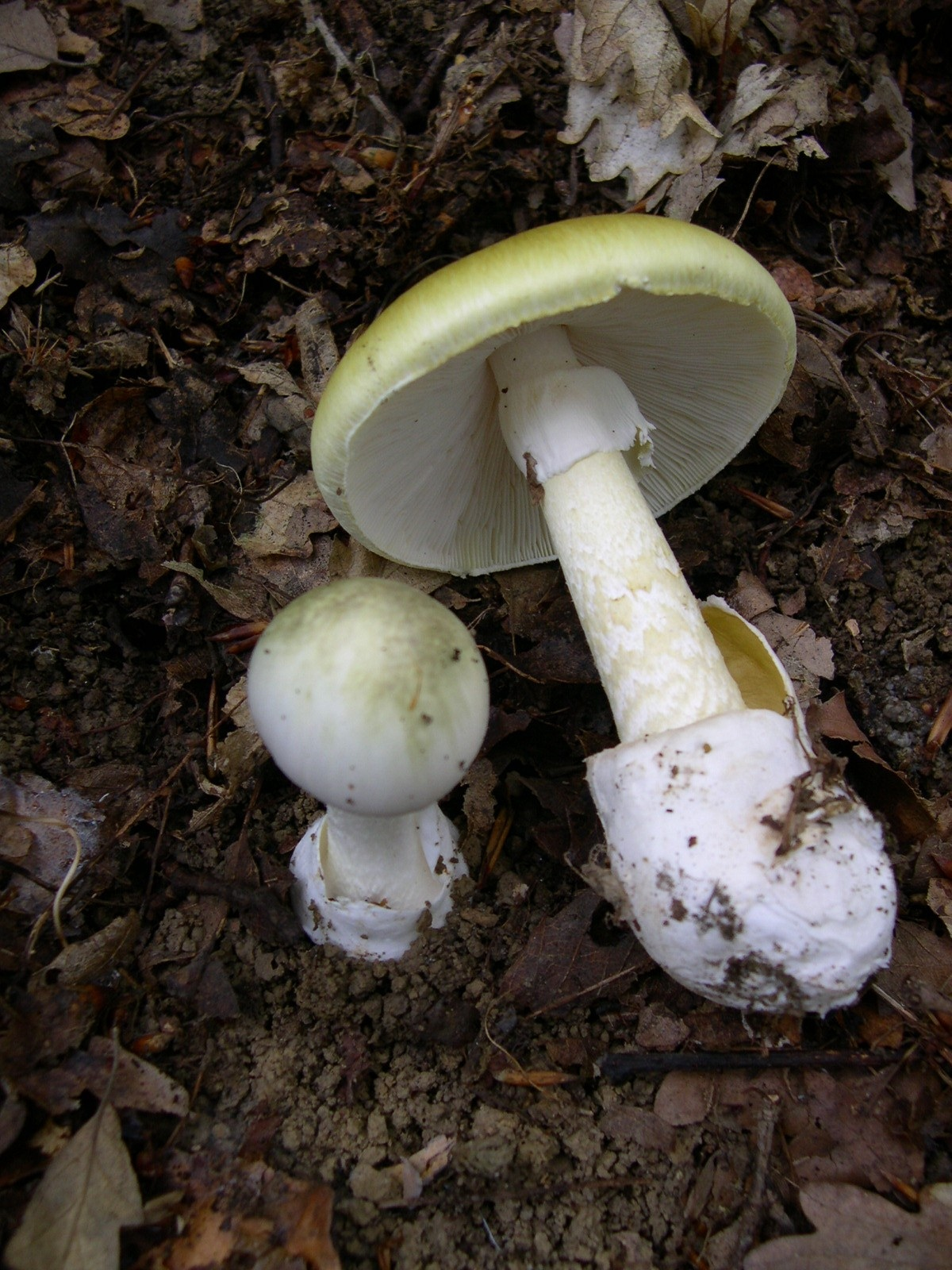
L'amanite phalloïde, responsable d'environ 90 % des décès dus à une intoxication par les champignons.

Les intoxications alimentaires par consommation de champignons sont fréquentes : 546 cas signalés à l'Institut de veille sanitaire en France métropolitaine en 4 mois (du 1er juillet au 6 octobre 2013).
Elles ont presque toujours comme origine une confusion avec un champignon comestible.
Il faut toujours identifier ou faire identifier (par un pharmacien par exemple) les champignons avant leur consommation, sur des critères scientifiques (ainsi, contrairement à une idée reçue, un champignon consommé ou rongé par des animaux n'est pas forcément sans danger mortel : les limaces consomment des amanites phalloïdes mortelles pour l'homme).
En cas de doute, il est conseillé de consulter son pharmacien.

## Mycotoxicologie
« L'évolution des connaissances mycotoxicologiques doit amener à prendre de plus en plus de précautions avec la consommation des champignons ». Outre les ingestions accidentelles (consommation de champignons mortels mal connus ou de champignons comestibles accompagnés par un toxique qui s'est glissé dans le panier par mégarde), de nombreuses intoxications apparaissent pour différentes raisons : toxicité passée inaperçue pendant des années (paxille enroulé, gyromitres, tricholome équestre…), consommation à l'état cru ou surconsommation. « L'apparition de l'intoxication peut être liée au champignon lui-même, à son âge, au fait qu'il soit parasité, ou peut-être à sa localisation géographique. Des substances nocives peuvent aussi apparaître plus tard, après la cueillette, lors du transport, de la conservation et de la préparation culinaire du champignon. Ou bien des molécules toxiques, telles les hémolysines, peuvent disparaître lors de ces traitements. La toxicité du champignon peut aussi ne se révéler qu'associée à certains aliments comme l'alcool. Ou elle peut n'apparaître que chez certains sujets, intolérants à une ou plusieurs substances, allergiques, ou simplement paniqués à l'idée d'avoir peut-être consommé une espèce mortelle. L'intoxication peut aussi être en lien avec la pollution qui environne le champignon. Enfin, les champignons pourraient être toxiques de manière silencieuse, c'est-à-dire que la consommation d'un plat ne produira aucune réaction, mais des consommations répétées pourraient être nocives pour l'organisme. Les risques seraient alors à long terme, et on pense à ce sujet à la contamination métallique ou radioactive, et au potentiel mutagène ou cancérigène de certaines substances fongiques ».

## Toxicovigilance par pays

### France
La Direction générale de la santé et l’Institut de veille sanitaire alertent régulièrement les amateurs de champignons et rappellent les conseils basiques.
Les symptômes de type diarrhée, vomissements, nausées, tremblements, vertiges, troubles de la vue, etc. doivent inciter les patients et professionnels de santé à « appeler sans délai le centre 15 ou le centre antipoison le plus proche » en mentionnant la consommation récente de champignons. À titre d'exemple, il y a eu 388 cas enregistrés d’intoxications par champignons par l'INVS et les centres antipoison et de toxicovigilance (CAPTV) pour la seule région Midi-Pyrénées le 1er juillet et le 8 août 2011, contre 61 cas la même période en 2010, en raison d'un été plus humide en 2011, favorable aux émergences précoces de champignons.
Le rapport d’étude de toxicovigilance 2023 publié par l'ANSES, indique 1 923 intoxications par champignons enregistrées par les centre antipoison métropolitains du 1er juillet au 31 décembre 2022, dont 37 cas de gravité forte y compris 2 décès.

### Belgique et Luxembourg
En cas d'apparition de symptômes évoquant une intoxication après ingestion de champignons il est impératif de contacter un médecin ou le Centre Antipoisons belge, en mentionnant la consommation récente de champignons. Chaque année le centre reçoit en moyenne 400 appels concernant les champignons, le plus souvent après leur consommation accidentelle par de jeunes enfants.
Il faut également noter que depuis le 2 juin 2015, les habitants du Luxembourg doivent se référer au Centre Antipoisons belge, notamment en cas d'intoxication liée à des champignons. Cette situation résulte d'un accord de coopération signé entre le Luxembourg et la Belgique.

### Suisse
L'Office fédéral de la sécurité alimentaire et des affaires vétérinaires (OSAV) alerte régulièrement les amateurs de champignons et rappellent les conseils basiques.
En cas de doute après la consommation de champignons ou à l'apparition de symptômes évoquant une intoxication à la suite de leur consommation, il faut impérativement appeler un médecin ou Tox Info, le centre antipoison suisse.

### Canada
En cas d'apparition de symptômes évoquant une intoxication après ingestion de champignons il est impératif de contacter un médecin ou le Centre Antipoisons de la province où se situe la personne touchée. A titre d'exemple, chaque année le Centre Antipoison du Québec seul reçoit entre 400 et 600 appels concernant les champignons, le plus souvent après leur consommation accidentelle par des enfants en bas âge.

## Liste des champignons toxiques pour les humains
« Tous les champignons sont comestibles, certains une seule fois. »

— Dicton tchèque
Cette liste est limitée aux champignons supérieurs, les plus fréquemment trouvés en zone tempérée de l'hémisphère nord, toxiques par ingestion.
Pour la description détaillée des syndromes et des toxines naturelles, voir Intoxication par les champignons. En outre certains champignons peuvent aussi être toxiques de par les métaux lourds (plomb, cadmium, mercure, radionucléides) que certaines espèces accumulent facilement et parfois en grande quantité, y compris pour des champignons souterrains (truffes dont Elaphomyces granulatus notamment).

## Syndrome phalloïdien
Les symptômes apparaissent entre 6 et 24 h après l'ingestion. Ce sont des troubles digestifs violents et une hépatite aiguë qui peut devenir fulminante (mortelle) entre les 3e et 5e jours. Ce syndrome est responsable à lui seul de 90 à 95 % des décès dus à une intoxication par les champignons.
- Les amanites : 
  - Amanita phalloides, l'Amanite phalloïde, très répandue en Europe, cause de 90 % des syndromes phalloïdiens.
  - Amanita verna, l'Amanite printanière, trouvée autour du bassin méditerranéen (Sud de la France, Espagne, Italie, Afrique du Nord).
  - Amanita virosa, l'Amanite vireuse, champignon des forêts d'Europe occidentale.
  - Amanita decipiens
  - Amanita bisporigera, trouvée sur la côte Est de l'Amérique du Nord.
  - Amanita ocreata, répandue dans l'Ouest des États-Unis.
- Galerina marginata, la galère marginée (aussi dite Galerina autumnalis, Galerina venenata, etc.), que l'on trouve aussi bien dans l'hémisphère nord qu'en Australie.
- Les lépiotes : 
  - Lepiota helveola, la Lépiote helvéolée ou lépiote brune, répandue dans le sud de l'Europe.
  - Lepiota brunneoincarnata, ou lépiote brun-rose, commune en Europe et Asie tempérée.
  - Lepiota brunneolilacea, ou lépiote brun-lilas. Assez rare, trouvée sur les côtes atlantiques et méditerranéennes.
  - Lepiota helveloides.
  - Lepiota pseudohelveola.
  - Lepiota subincarnata, ou lépiote de Josserand, que l'on trouve dans tout l'hémisphère Nord, voire parfois en Nouvelle-Zélande où elle est considérée exotique.
- Pholiotina filaris, ou Conocybe rugosa, anciennement classé parmi les Pholiotina, commun dans l'hémisphère Nord et particulièrement répandu sur la côte Ouest des États-Unis.
- Etc.

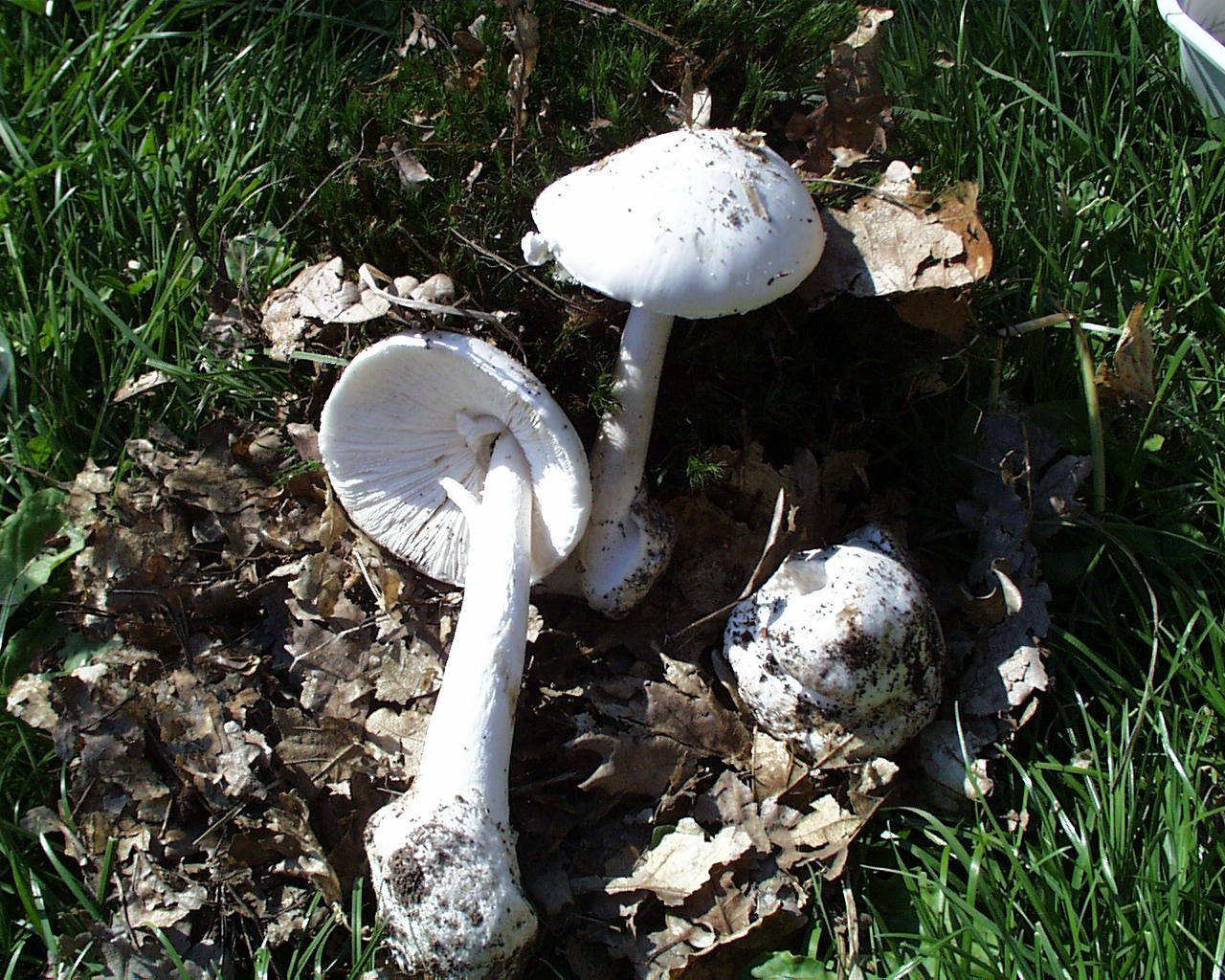
Amanite vireuse
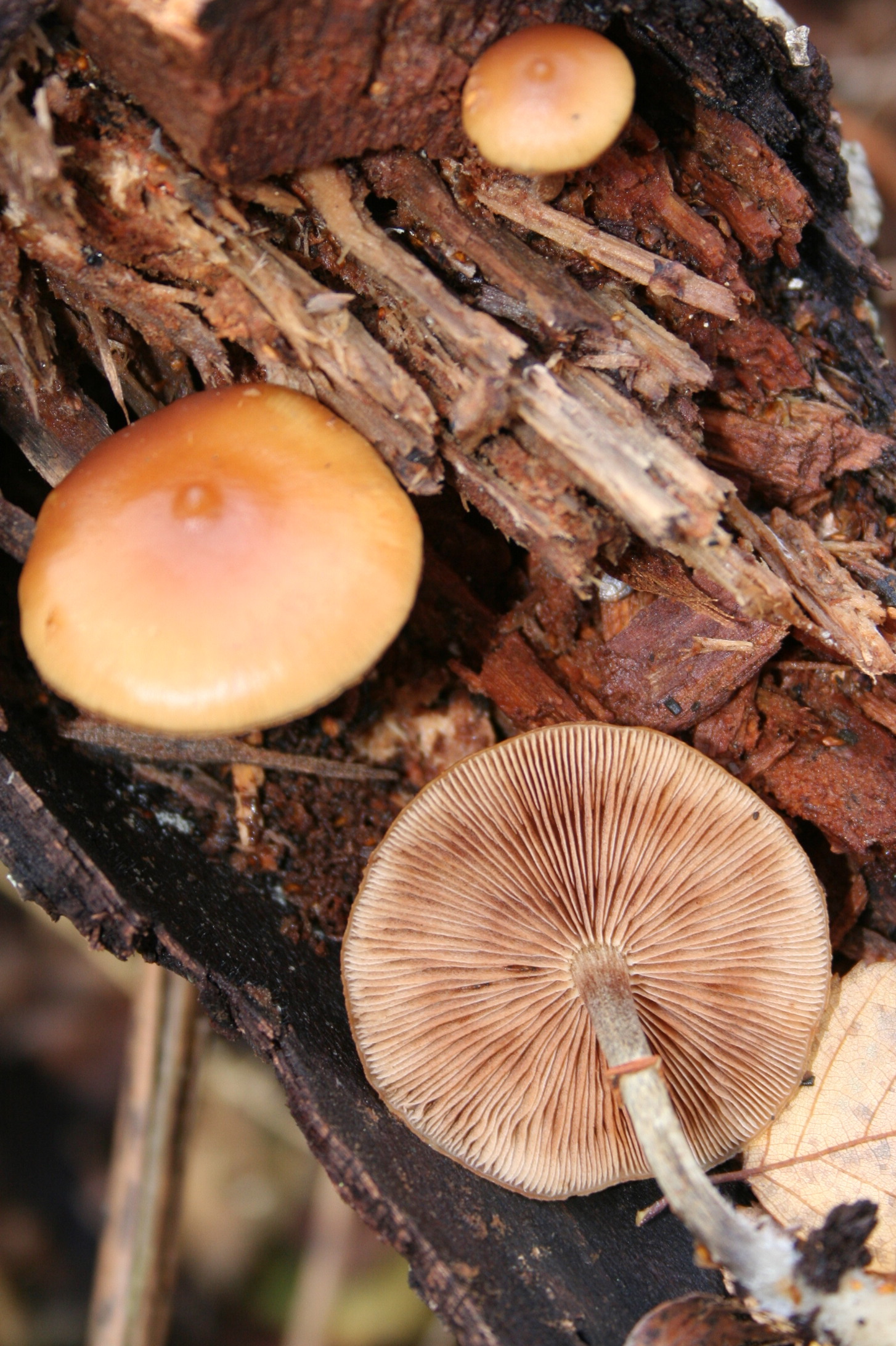
Galère marginée
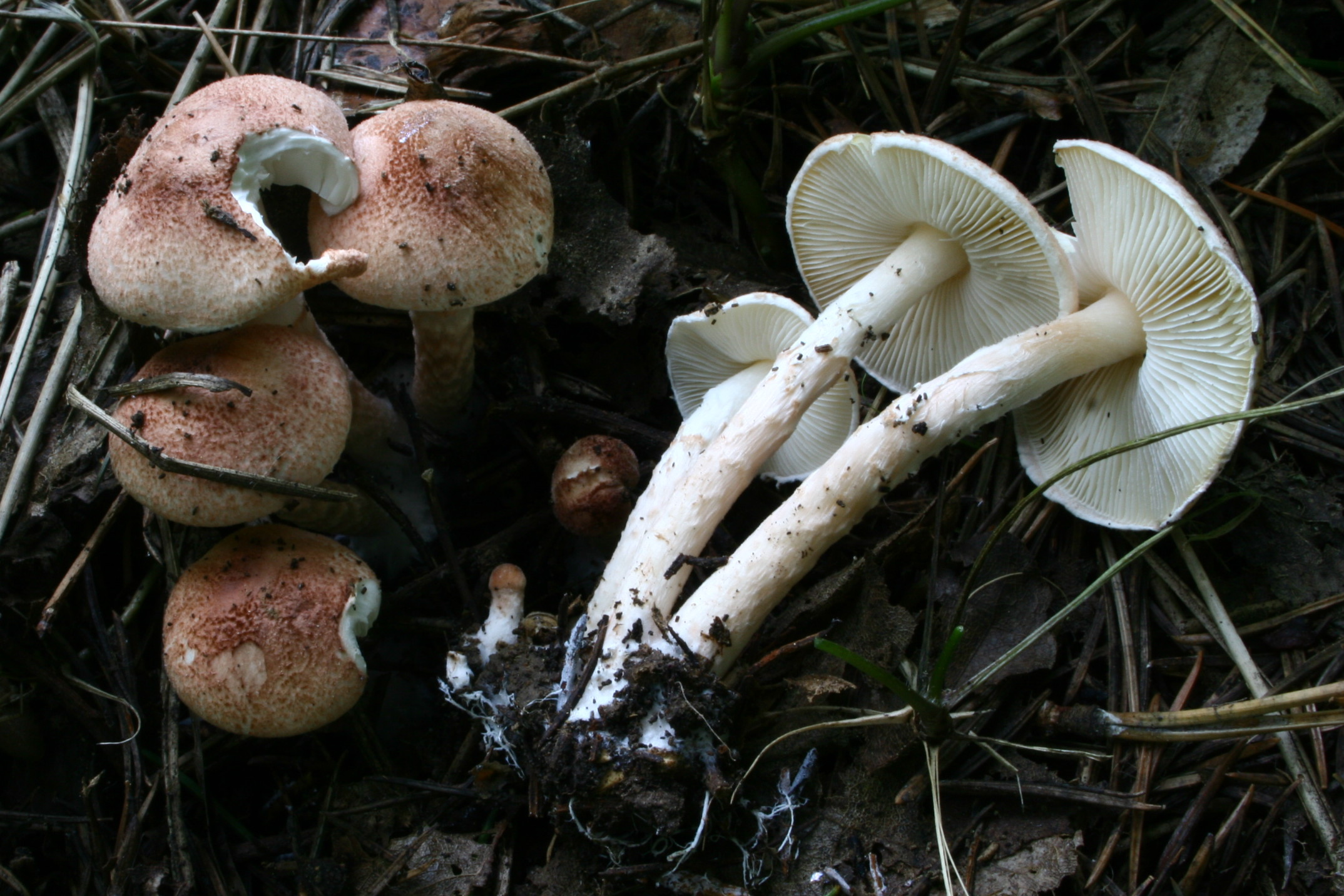
Lépiote de Josserand
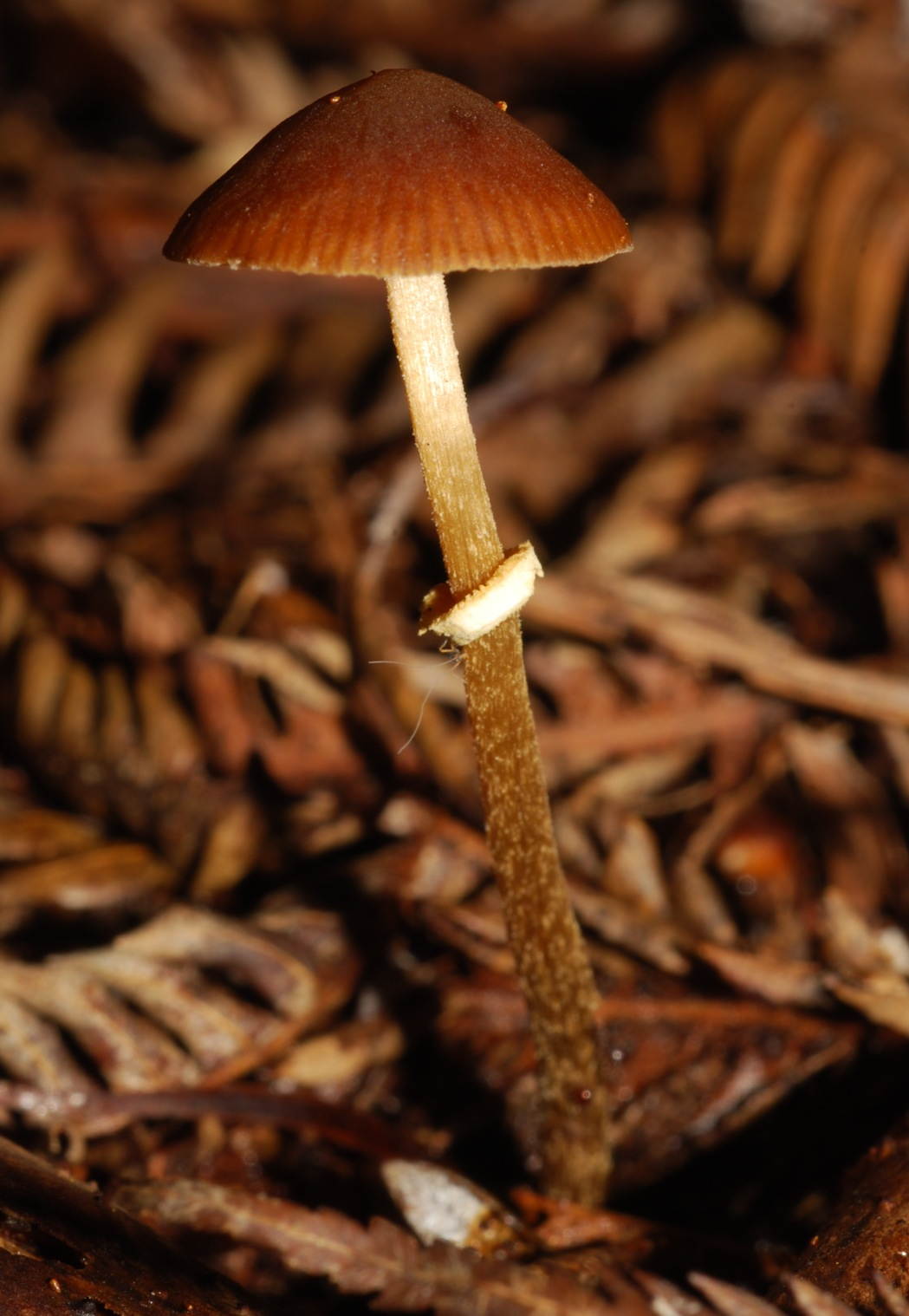
Pholiotina Rugosa

## Syndrome gyromitrien
La gyromitrine contenue dans ces espèces, un dérivé de l'hydrazine, est neurotoxique et serait à l'origine de cas de sclérose latérale amyotrophique,. Ce syndrome se manifeste par un début des troubles brutal qui survient entre 6 et 12 heures après l'ingestion. Il est marqué par une asthénie, des vertiges, des céphalées, des douleurs abdominales, des vomissements et parfois des diarrhées.
- Gyromitra esculenta, la gyromitre
- Gyromitra gigas, Gyromitra infula
- Sarcosphaera coronaria
- Quelques espèces du genre Helvella et Peziza possèdent de la gyromitrine

## Syndrome orellanien

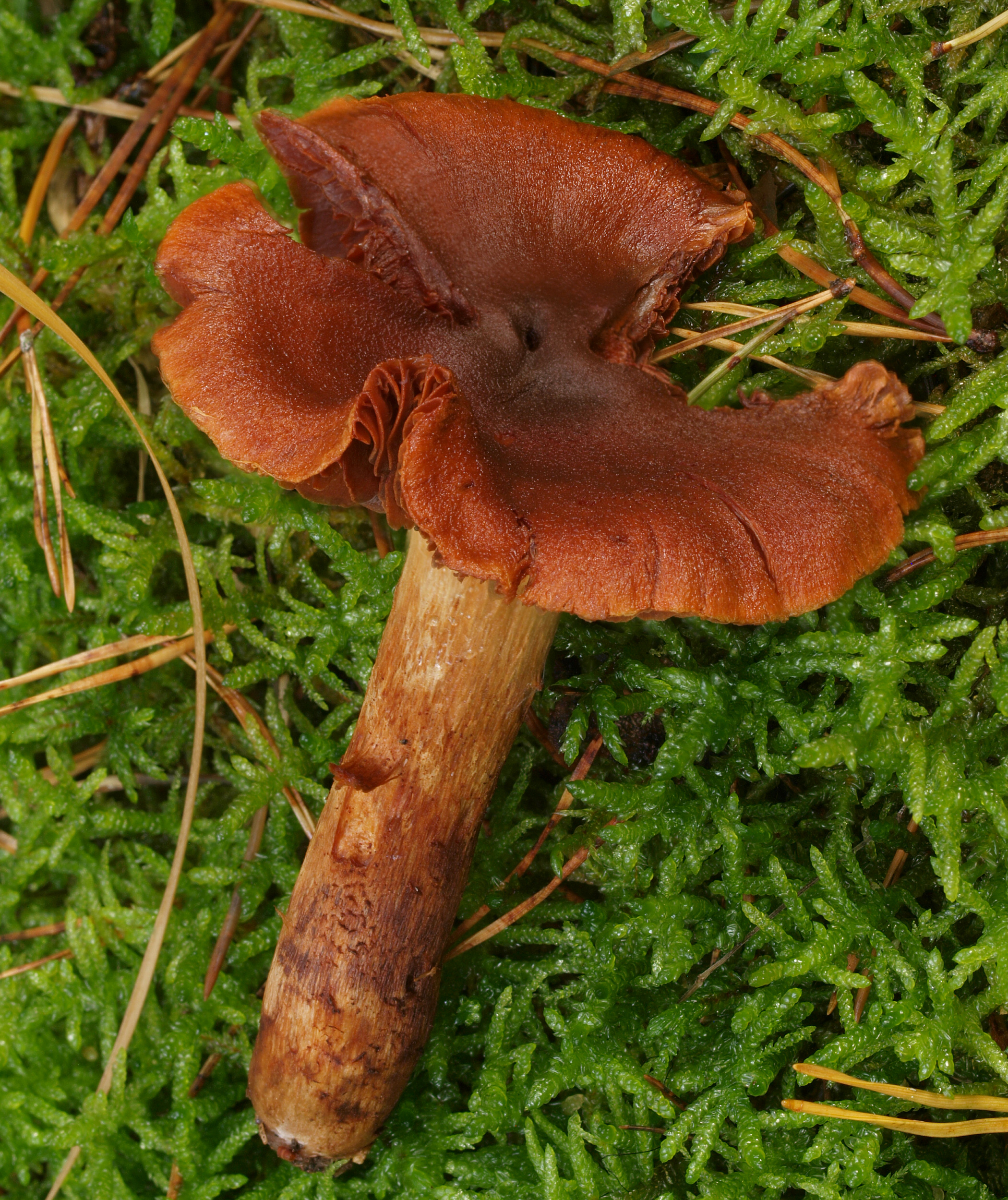
Cortinarius orellanus

Le syndrôme orellanien est parfois également connu sous le nom de syndrome cortinarien. Il est dû à une toxine nommée orellanine et se manifeste entre 6 et 24 heures après l'ingestion. Il commence par une phase de latence, avant d'occasionner des nausées, des vomissements, des diarrhées avant de provoquer une insuffisance rénale aigüe qui peut devenir dans certains cas et pouvant aller jusqu'à la mort en l'absence de soin.
- Cortinarius orellanus, le cortinaire couleur de rocou ou cortinaire des montagnes
- Cortinarius orellanoides, Cortinarius henrici et peut-être Cortinarius splendens
- Cortinarius limonius, le cortinaire citron
- Cortinarius speciosissimus (Cortinarius rubellus), le cortinaire très élégant
- Cortinarius gentilis
- Cortinarius bolaris

## Syndrome muscarinien

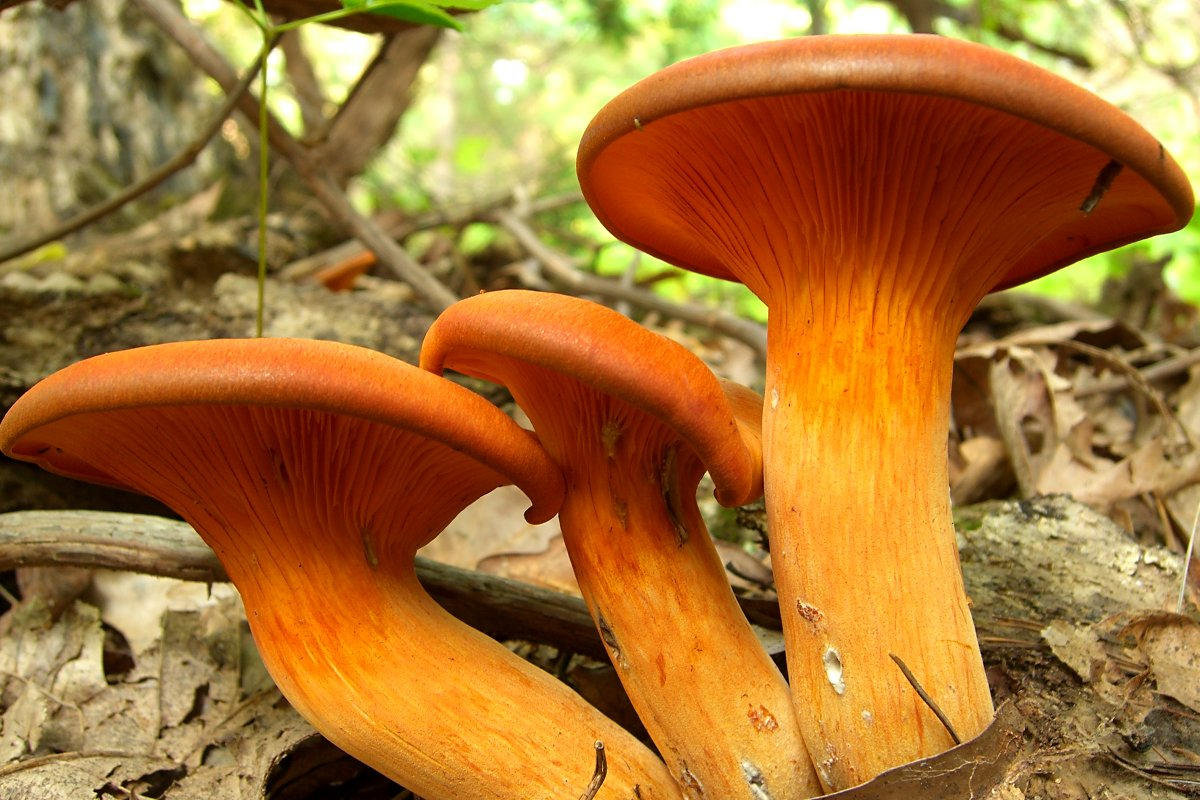
Omphalotus illudens

Le syndrome muscarinien est aussi nommé syndrome cholinergique, syndrome muscarinique ou encore sudorien. Il est occasionné par la présence importante de muscarine dans certains champignons. Les symptômes apparaissent entre 15 minutes et 2 heures après l'ingestion. Ils incluent des nausées, des vomissements, des diarrhées, des douleurs abdominales,une hypersécrétion salivaire, de l'hypotension, une réduction de la taille des pupilles et de la bardycardie,.
- Clitocybe candicans, Clitocybe cerussata, Clitocybe dealbata, Clitocybe phyllophila, Clitocybe rivulosa
- Inocybe fastigiata, Inocybe geophylla, Inocybe erubescens, Inocybe fastigiata, Inocybe geophylla, Inocybe fragans, Inocybe cincinnata, Inocybe maculata, Inocybe corydalina, Inocybe godeyi
- Entoloma rhodopolium (Japon),
- Amanita echinocephala
- Omphalotus illudens, Omphalotus olearius, Omphalotus subilludens (sueurs et hypersalivation bien que sans muscarine)
- Mycena pura et Mycena rosea ont rarement occasionné ces symptômes.
- Tylopilus felleus (faible)

## Acrosyndrome(acromélalgie, érythermalgie)

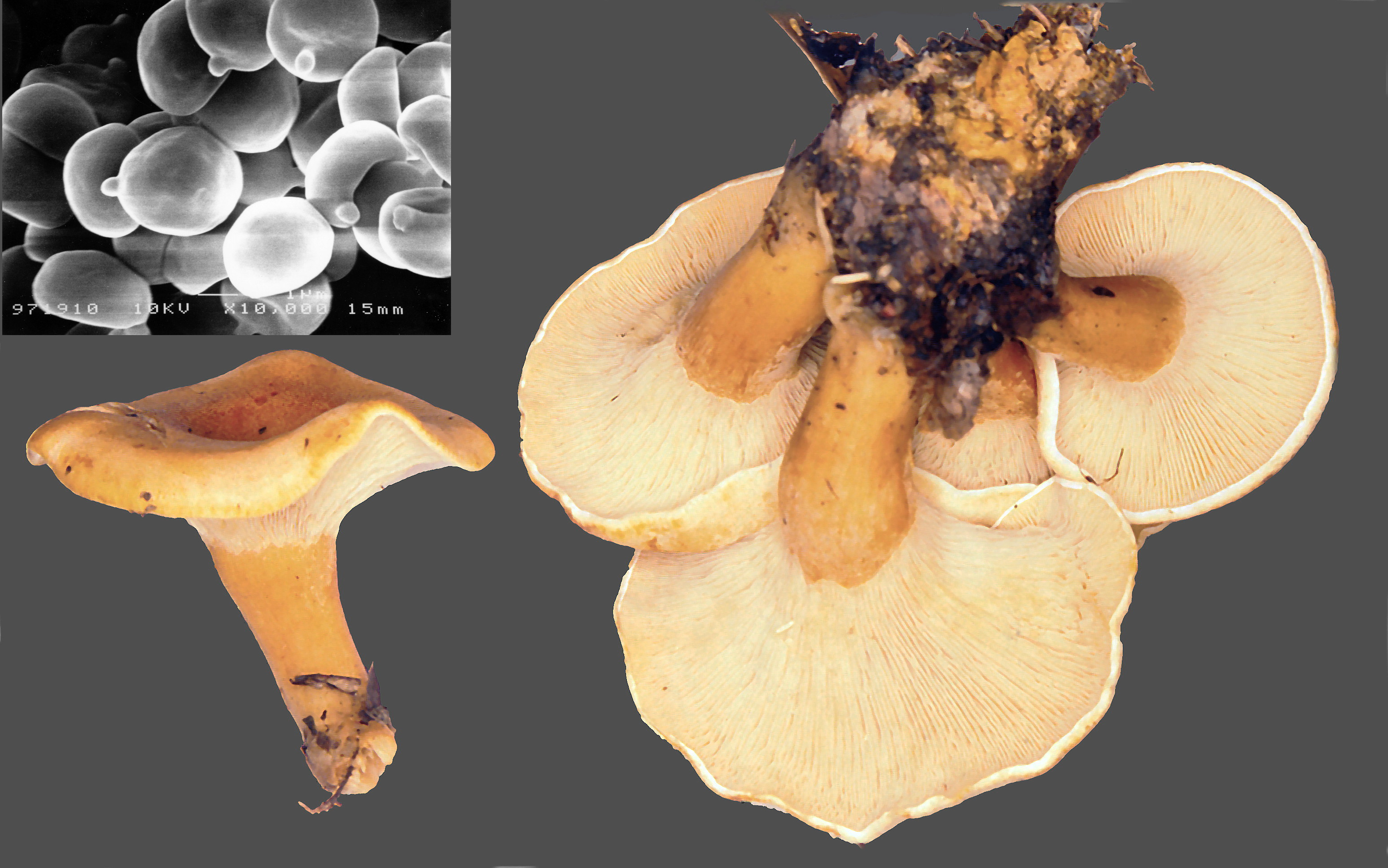
Paralepistopsis acromelalga

Ce syndrome se manifeste au bout de 24 à 48h. Il occasionne alors des symptômes comme des fourmillements se transformant en sensations de brûlures dans les mains et les pieds. Des rougeurs locales et des œdèmes peuvent également apparaitre. Les toxines responsables de ce syndrome sont des acides acroméliques.
- Paralepistopsis acromelalga ou Clitocybe acromelalga (Japon, Corée du Sud[22]),
- Paralepistopsis amoenolens ou Clitocybe amoenolens (Alpes françaises, Atlas marocain, Italie, Turquie[23]), peut être pris à tort pour Lepista inversa

## Syndrome panthérinien

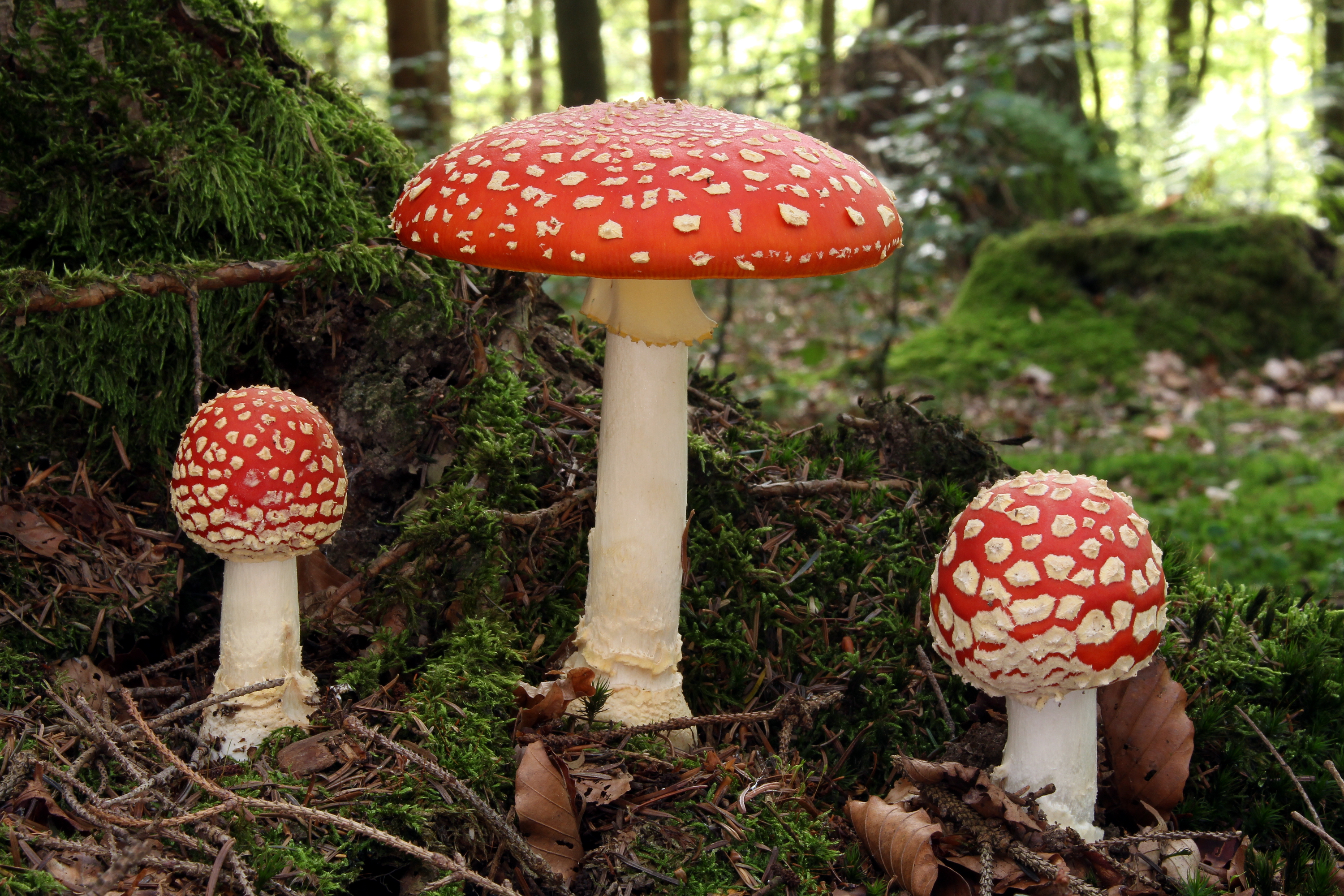
Amanita muscaria

Le syndrome panthérinien est aussi appelé syndrome anticholinergique ou syndrome mycoatropinien. Il est lié à la présence d'isoxazoles dans le champignon. Entre 30 minutes et 3 heures après l'ingestion, le patient peut être sujet à des symptômes comme des nausées, des vomissements, des hallucinations, une confusion, de la tachycardie et dans certains cas le coma. Les champignons concernés sont parfois ingérés de manière volontaire, malgré leur danger, pour leur effet psychodysleptique.
- Amanita pantherina,
- Amanita regalis, Amanita cothurnata,
- Amanita junquillea
- Amanita muscaria, elle contient de la muscarine en une trop faible quantité pour occasionner un syndrome muscarinien. Sa teneur en isoxazoles provoque cependant un syndrome panthérinien[17].

## Syndrome coprinien

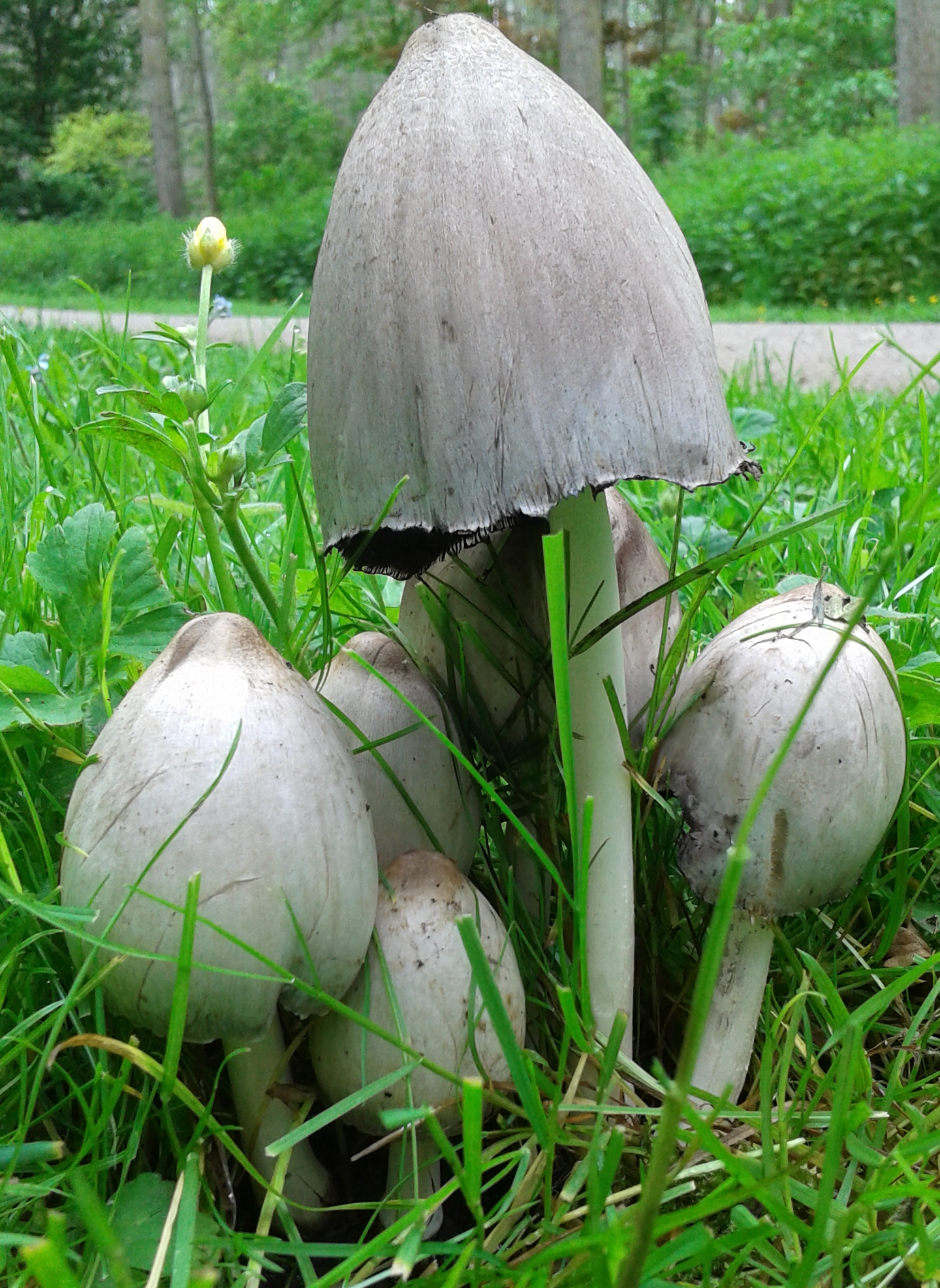
Coprin noir d'encre, Coprinopsis atramentaria

Aussi appelé syndrome antabuse, il apparait lorsque les champignons concernés sont consommés accompagnés d'alcool, ou que de l'alcool est consommés dans les 72h après l'ingestion.
- Coprinus atramentarius et affines (Amériques)
- Coprinopsis romagnesiana ou Coprinus romagnesianus
- Coprinellus micaceus ou Coprinus micaceus, le Coprin micacé
- Boletus luridus, Ampulloclitocybe clavipes, Pholiota squarrosa (cas rares ou douteux).

## Syndrome gastro-intestinal

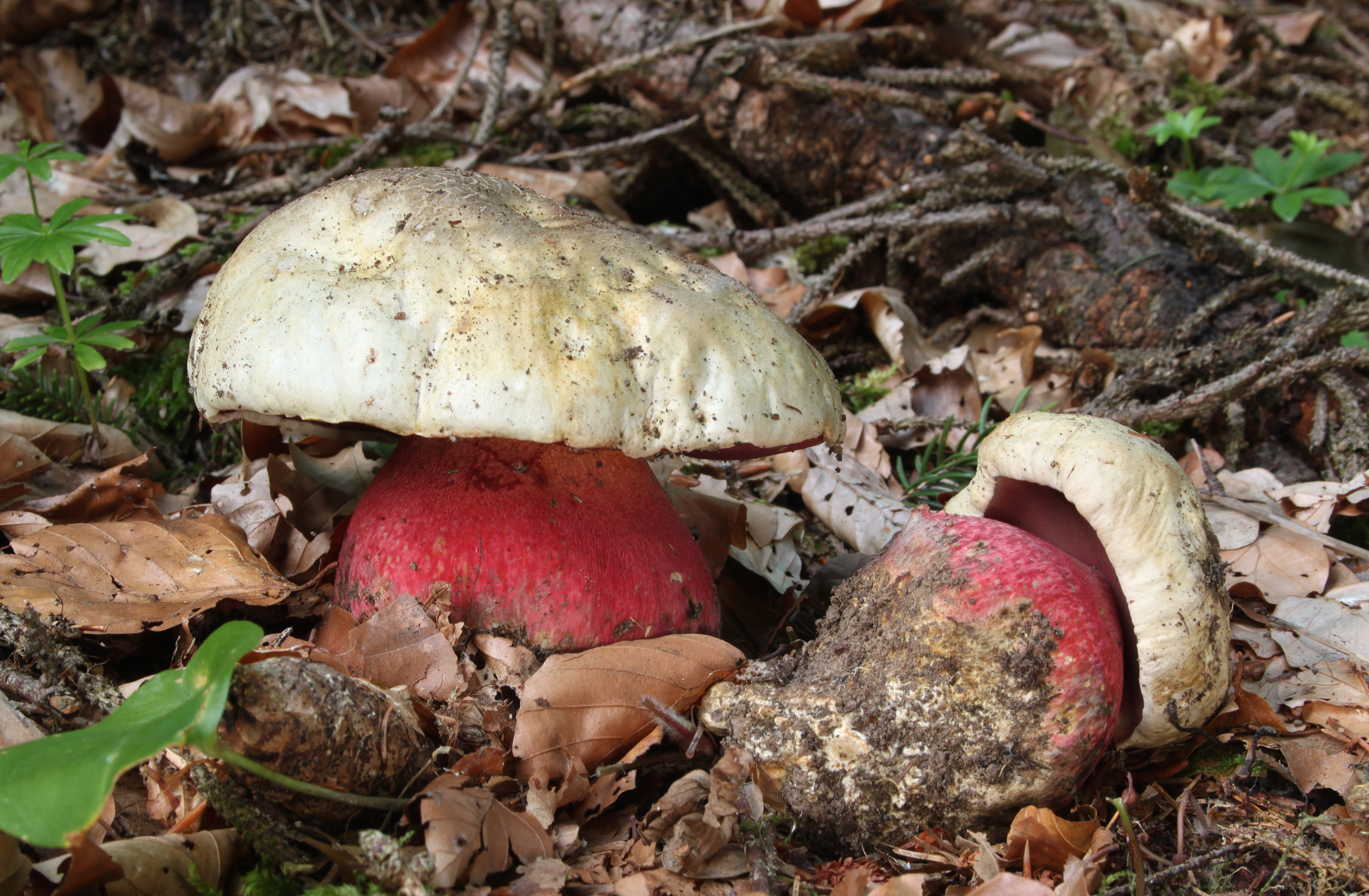
Bolet Satan.

Troubles digestifs isolés apparaissent moins de six heures après ingestion.
- Agaricus romagnesii, Agaricus bresadolanus (Psalliota radicata),
- Armillaria mellea, Boletus satanas, Chlorophyllum molybdites, Boletus torosus,
- Entoloma lividum, Entoloma nidorosum, Entoloma niphoides, Entoloma rhodopolium, Entoloma vernum,
- Hebeloma crustuliniforme, Hebeloma sinapizans,
- Hygrocybe conica,
- Hypholoma fasciculare (mortel au Japon)[26],
- Lactarius helvus, Lactarius torminosus,
- Macrolepiota venenata,
- Megacollybia platyphylla, Mycena pura,
- Omphalotus olearius, Omphalotus illudens,
- Ramaria formosa, Ramaria pallida,
- Russula emetica,
- Scleroderma citrinum,
- Tricholoma josserandii, Tricholoma pardinum, etc.

## Syndrome hémolytique

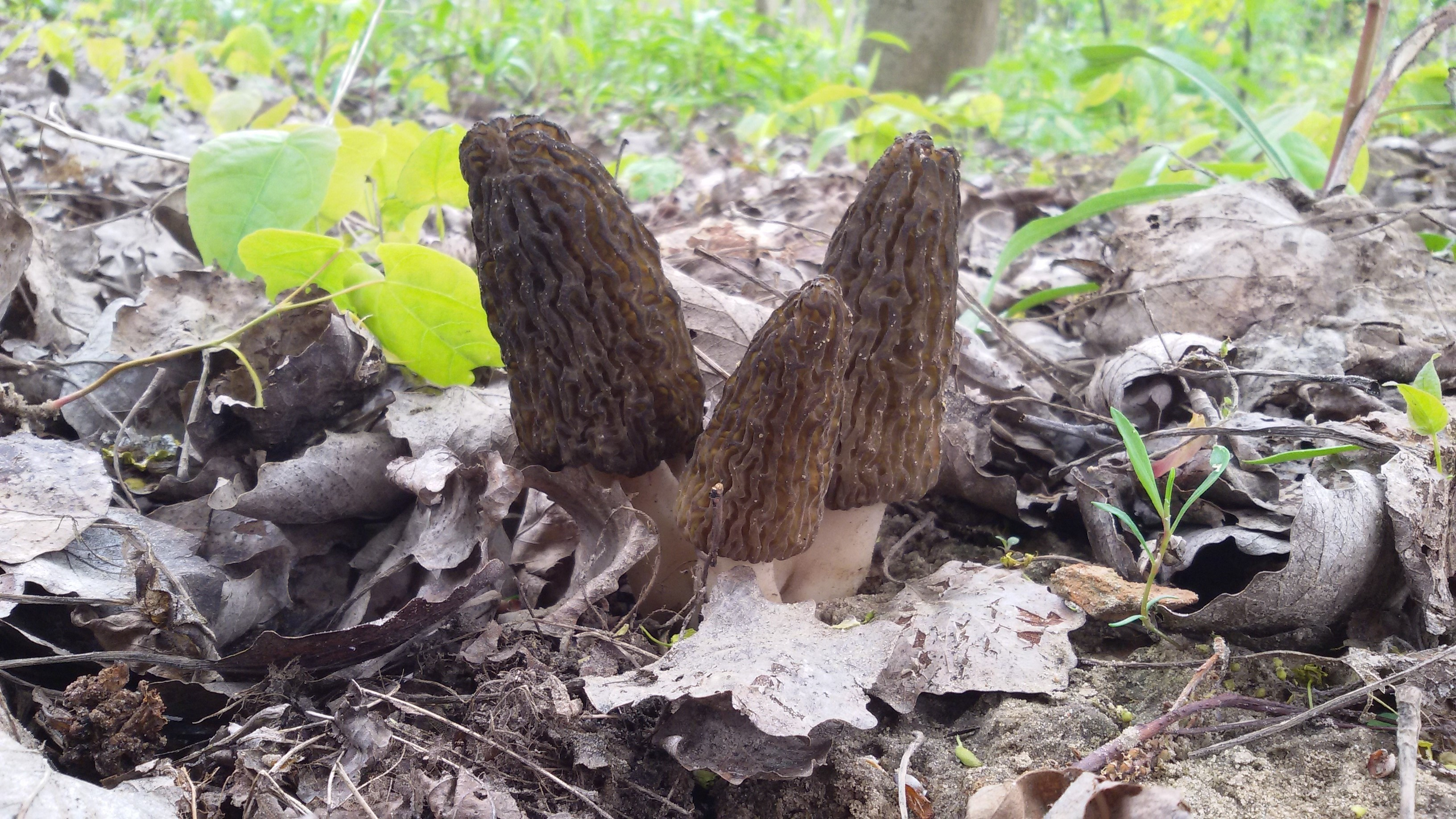
Morilles

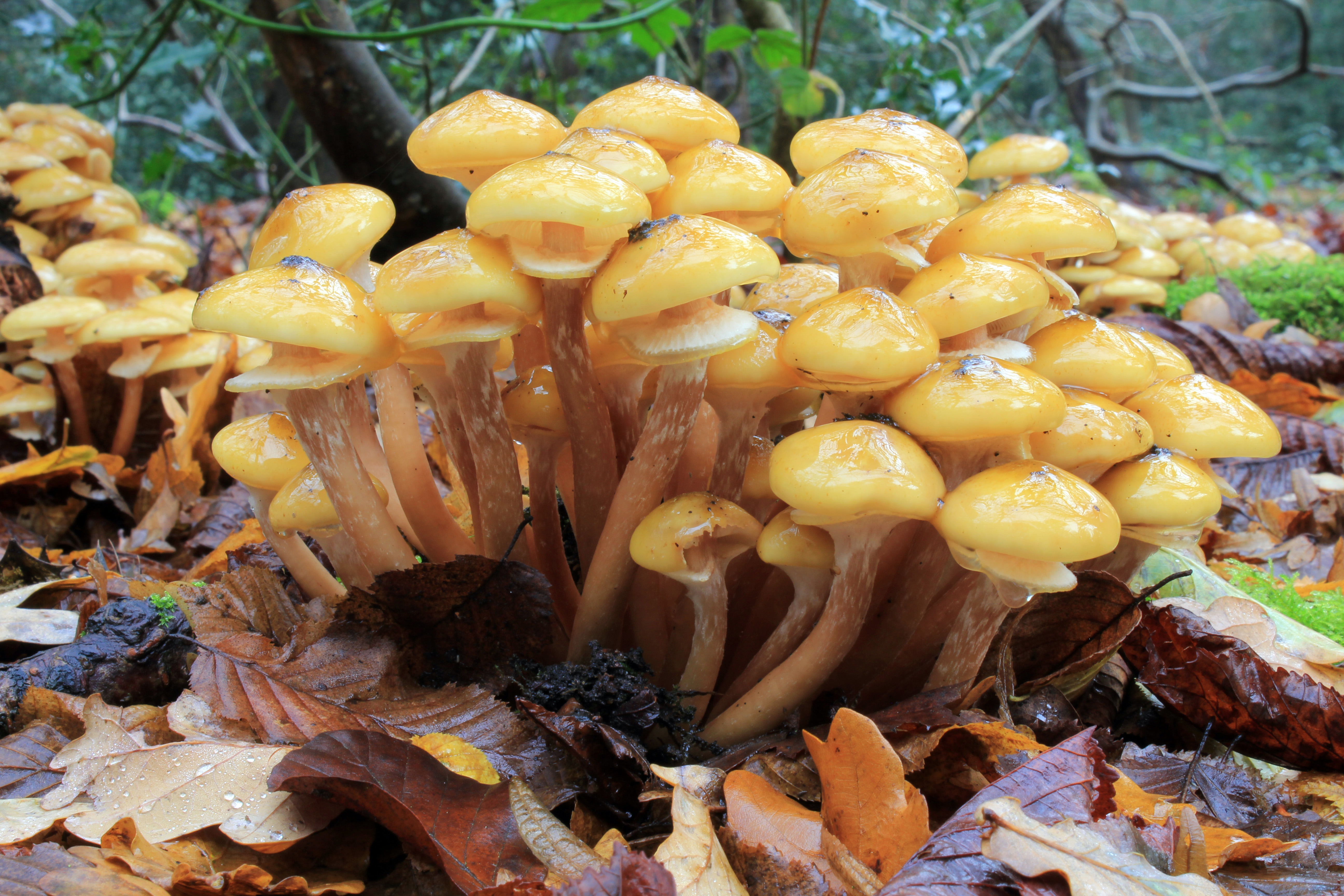
Armillaria mellea

Il concerne l'ingestion de champignons crus ou mal cuits contenant des hémolysines thermolabiles. Le syndrome hémolytique se manifeste moins de 6 heures après l'ingestion. Apparaissent alors des symptômes digestifs, notamment des nausées et des vomissements. Ces symptômes peuvent également être accompagnés par la destruction des globules rouges.
- Amanita rubescens, Amanita spissa, Amanita strobiliformis, Amanita vaginata,
- Armillaria mellea,
- Amanita fulva
- Boletus luridus, Boletus erythropus,
- Disciotis venosa
- Entoloma clypeatum,
- Lactarius ssp. lactaires,
- Russula emetica, ssp.
- Mitrophora semilibera
- Morchella ssp. Morilles, etc.
- Volvaria gloiocephala

## Syndrome de rhabdomyolyse

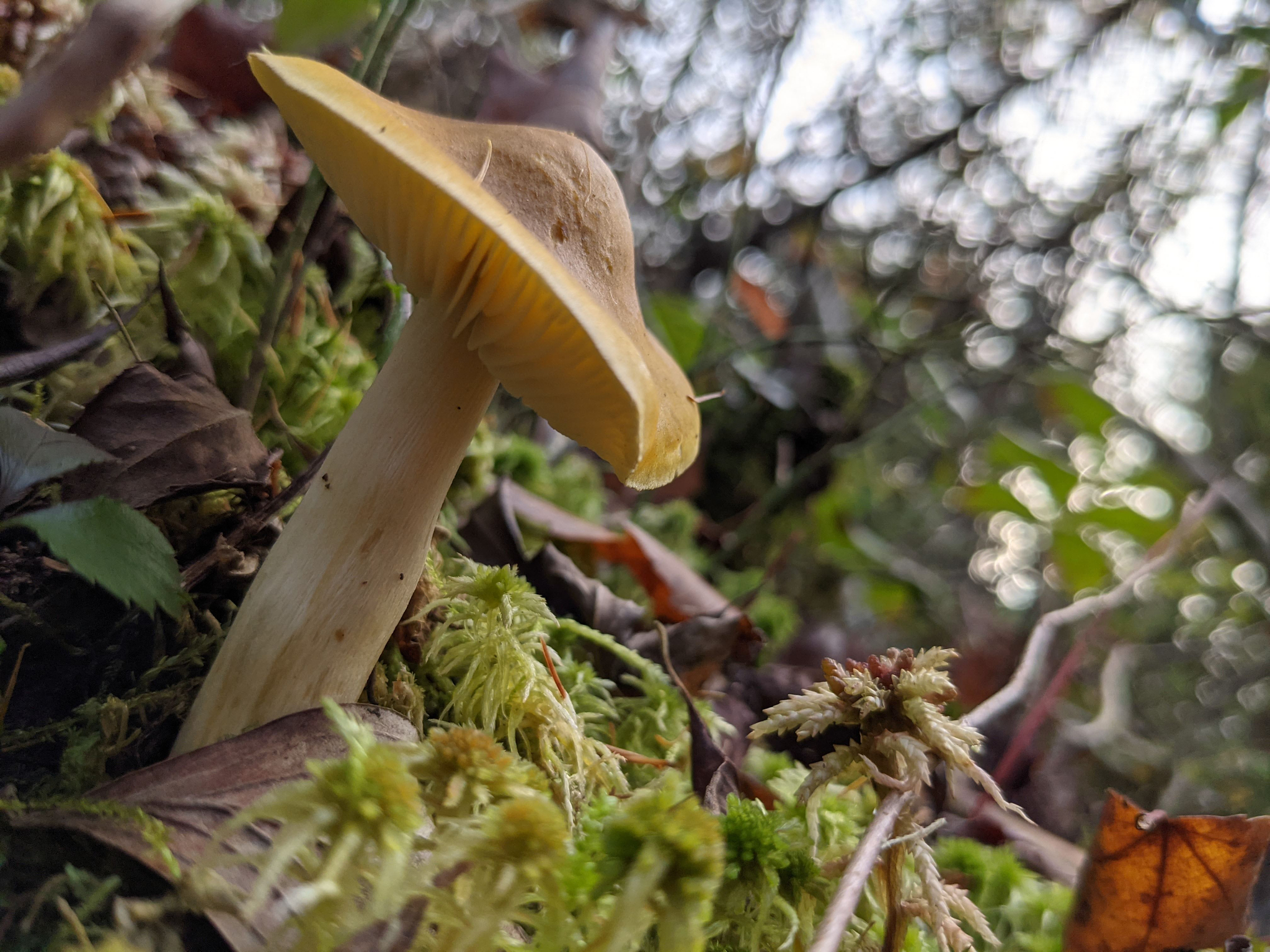
Tricholoma equestre

Ce syndrome est occasionné par la consommation excessive de certains champignons, dont certains sont pourtant considérés comme comestibles dans des quantités moindres. Les symptômes apparaissent au bout de 1 à 3 jours. Le patient peut alors être atteint d’asthénie musculaire, de myalgie des membres inférieurs, de nausée, de vomissements, de trouble de rythme cardiaque, de douleurs musculaires et de rhabdomyolyse,.
- Tricholoma auratum, le tricholome doré
- Tricholoma flavovirens, Tricholoma equestre, le tricholome équestre
- Peut-être certaines espèces de Russules[29], comme Russula subnigricans (nise kuro hatsu 偽黒初) un champignon encore à l'étude[30].

## Intoxications inconstantes et aux mécanismes inconnus
- Agaricus xanthoderma
- Armillaria mellea
- Lepista inversa, Lepista nebularis, Lepista nuda

## Nouvelles espèces toxiques (syndromes à l'étude)
- Sugihira také (Pleurocybella porrigens) : plusieurs décès au Japon en 2004, la plupart des intoxiqués étaient des insuffisants rénaux avec symptômes évoquant une encéphalopathie métabolique[31].
- Podostroma cornu-damae (Japon 2002) : le décès serait dû à une (des) « substances ayant provoqué une thrombopénie, diminution rapide des plaquettes sanguines (...). Champignon très dangereux car les toxines pénètrent la moelle osseuse »[32].